# 10475 Maxpoilâne
A 10475 Maxpoilâne (ideiglenes jelöléssel (10475) 1981 EX28) a Naprendszer kisbolygóövében található aszteroida. Schelte J. Bus fedezte fel 1981. március 1-jén.

## Kapcsolódó szócikk
- Kisbolygók listája (10001–10500)